# Halictus confusus
Halictus confusus là một loài Hymenoptera trong họ Halictidae. Loài này được Smith mô tả khoa học năm 1853.

## Hình ảnh

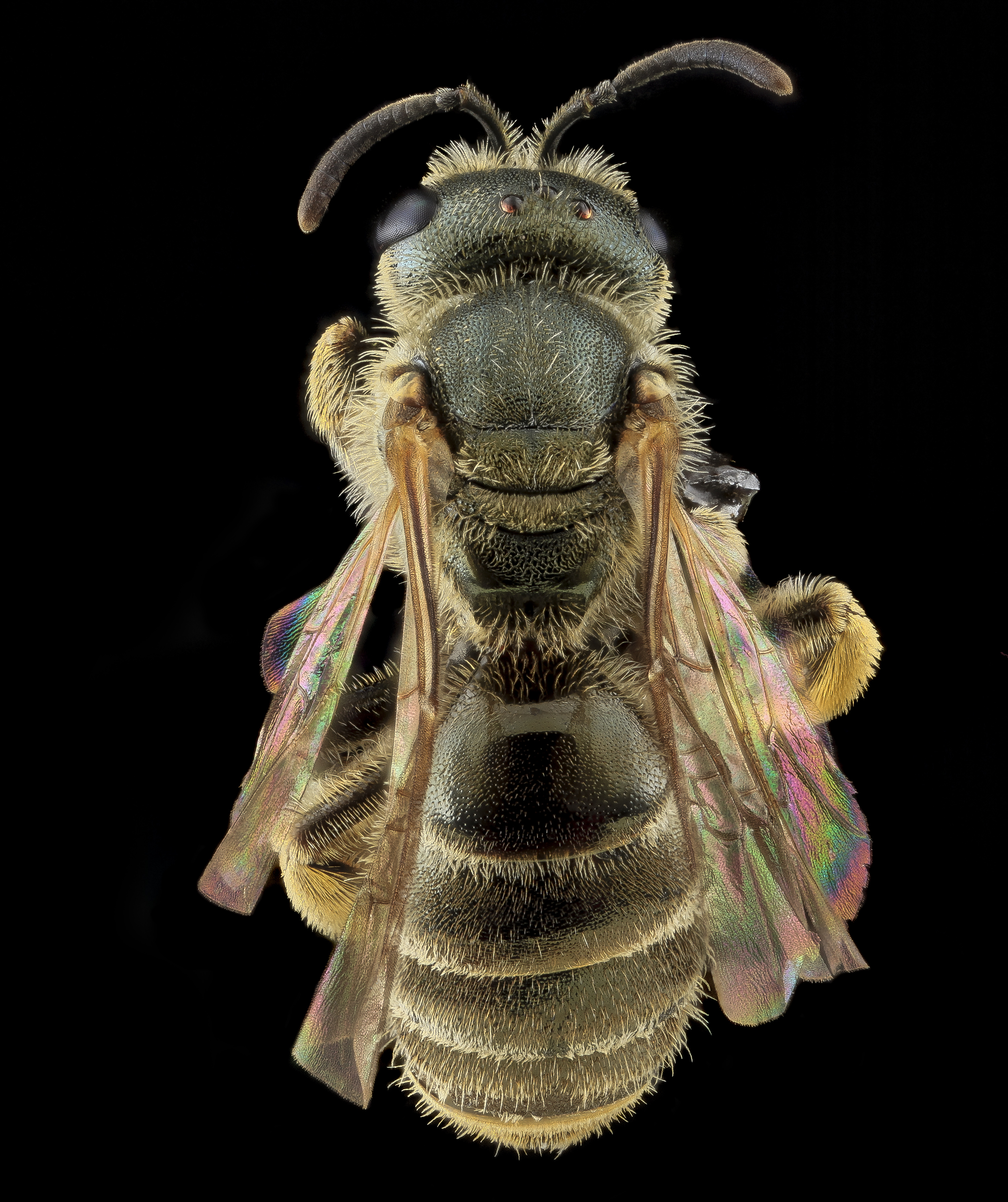
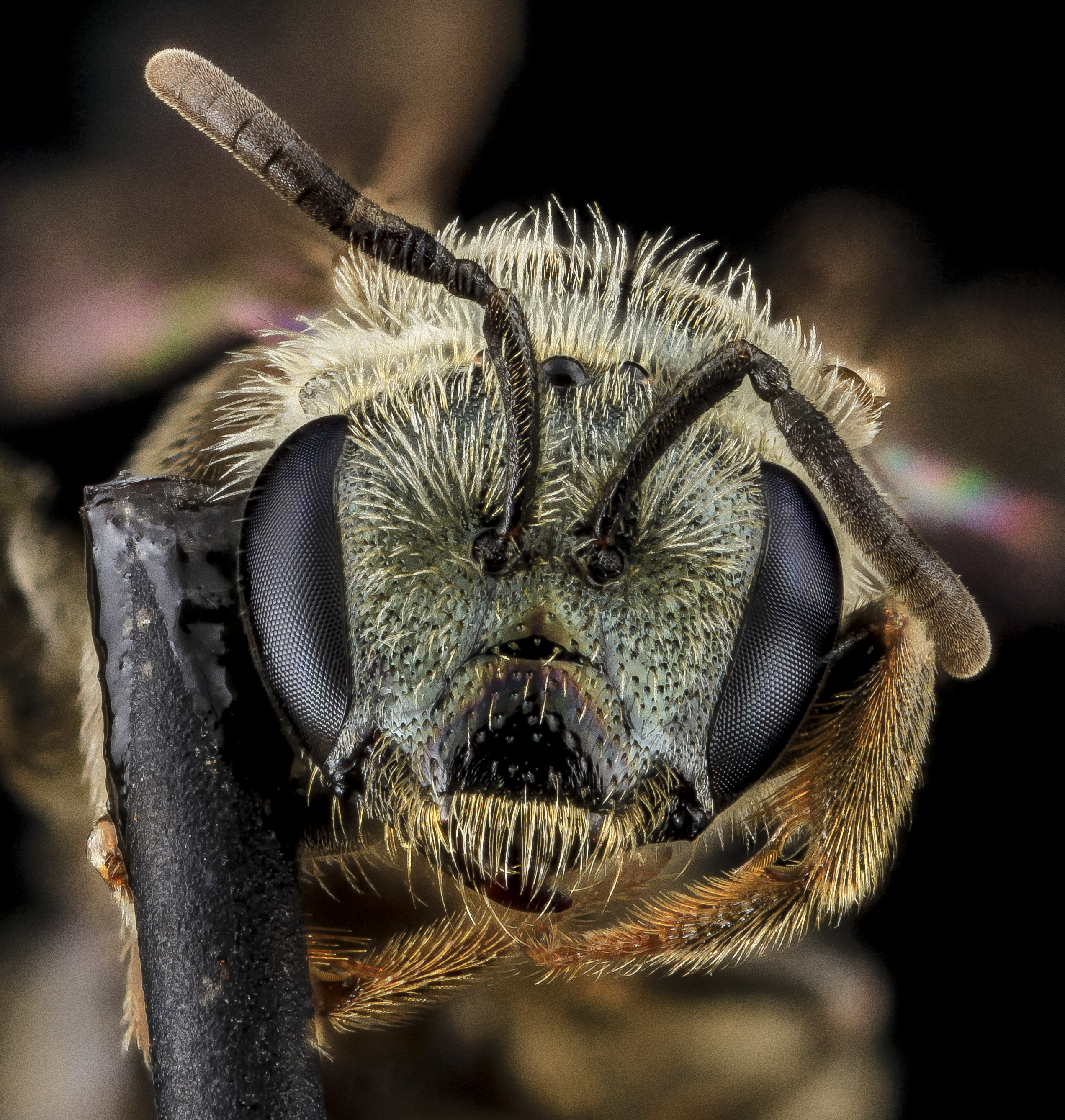